# マーズ (戦列艦・3代)
|          | |
| 艦歴     | |
| 発注:    | 1755年11月17日 |
| 建造:    | ウリッジ工廠 |
| 進水:    | 1759年3月15日 |
| その後:  | 1784年売却 |
| 性能諸元 | |
| クラス:  | ダブリン級戦列艦 |
| 全長:    | 砲列甲板：165ft 6in（50.4m） 竜骨：134ft 6in（41.0m）                                                                |
| 全幅:    | 46ft 6in（14.2m） |
| 喫水:    | 19ft 9in（6.0m） |
| 機関:    | 帆走（3本マストシップ）                                                                                              |
| 兵装:    | 74門： 下砲列：32ポンド(15kg)砲28門 上砲列：18ポンド(8kg)砲28門 後甲板：9ポンド(4kg)砲14門 船首楼：9ポンド(4kg)砲4門 |

マーズ（HMS Mars）はトーマス・スレード設計のダブリン級74門3等戦列艦。1759年3月15日にウリッジで進水した。